# Eiffel 65
Eiffel 65 — італійське тріо з Турину. Найвідоміший його альбом «Europop», до складу якого входять такі композиції, як Blue (da ba dee), Move Your Body, Too Much of Heaven. За цей альбом гурт був нагороджений премією «MTV Music Awards», а сам він став платиновим.
Назву команди було вибрано випадково за допомогою спеціальної комп'ютерної програми. Гурт починав зі співпраці з лейблом BlissCo, керівником якого був продюсер/менеджер Массімо Габутті, один з легіонерів так званого «спагеті хауса». Стиль гурту — мелодичний європейський денс-поп з модними електронними аранжуваннями; гурт безпомилково можна впізнати за специфічним «вокодерним» вокалом.

## Склад
- Мауріціо Лобіна — клавішник
- Джеффрі Джей — вокал
- Габрі Понте — DJ (працює окремо)

## Дискографія
- Europop (20 листопада 1999)
- Contact! (24 липня 2001)
- Eiffel 65: Італійська версія (8 квітня 2003)
- Eiffel 65: Європейська версія (24 лютого 2005)
- Crash Test 01 виданий під іменем гурту Bloom 06 на лейблі «Blue Boys» (13 жовтня 2006)
- Crash Test 02 (23 травня 2008)

## Нагороди і номінації
| Нагорода                         | Рік  | Категорія                          | Номінант / робота  | Результат | Прим.  |
| -------------------------------- | ---- | ---------------------------------- | ------------------ | --------- | ------ |
| BMI Pop Awards                   | 2001 | Award-Winning Song                 | «Blue (Da Ba Dee)» | Перемога  | [ 4 ]  |
| Grammy Awards                    | 2001 | Best Dance Recording               | «Blue (Da Ba Dee)» | Номінація | [ 5 ]  |
| World Music Awards               | 2000 | World's Best Selling Italian Group | Themselves         | Перемога  | [ 6 ]  |
| Hungarian Music Awards           | 2000 | Best Foreign Dance Album           | Europop            | Перемога  | [ 7 ]  |
| International Dance Music Awards | 2000 | Best HiNRJ 12'                     | «Blue (Da Ba Dee)» | Перемога  | [ 8 ]  |
| RSH Gold Awards                  | 2000 | Best Dance Act                     | Themselves         | Перемога  | [ 9 ]  |
| Smash Hits Poll Winners Party    | 1999 | Best Dance Choon                   | «Blue (Da Ba Dee)» | Перемога  |        |
| The Record of the Year           | 1999 | Record of the Year                 | «Blue (Da Ba Dee)» | Номінація | [ 10 ] |